# فيربوفيتس (إفانو-فرانكيفسكا)
فيربوفيتس (Вербовець) هي مدينة في مقاطعة إفانو-فرانكيفسكا في أوكرانيا.
يبلغ عدد سكانها حوالي 3325   نسمة.